# Channigarayana Abbur, Arkalgud
Channigarayana Abbur là một làng thuộc tehsil Arkalgud, huyện Hassan, bang Karnataka, Ấn Độ.